# Maxmilián Fatka
Maxmilián Fatka (23. září 1868 Biskupice – 3. února 1962 Praha) byl rakousko-uherský, český a československý státní úředník a politik, za první republiky ministr pošt a telegrafů ČSR a ředitel státního podniku Československá pošta.

## Biografie
Od roku 1888 působil jako státní úředník. V říjnu 1918 ho Národní výbor československý jmenoval plnomocníkem poštovní a telegrafní služby a v listopadu 1918 se stal generálním ředitelem podniku Československá pošta. Tuto funkci pak zastával až do roku 1935.
V září 1920 se stal ministrem pošt a telegrafů v československé úřednické první vládě Jana Černého. Na postu setrval do září 1921. Opětovně se do vlády vrátil na témže postu v březnu 1926 v úřednické druhé vládě Jana Černého. Portfolio zastával do října 1926.
Zemřel roku 1962 a byl pohřben v rodinném hrobě na Vinohradském hřbitově.